# Дечко Караджов (офицер)
Вижте пояснителната страница за други личности с името Дечко Караджов.
Дечко Христов Караджов е български офицер (генерал-майор), участвал в Сръбско-българската война

## Биография
Караджов е роден 1 октомври 1859 година в село Шипка, Османска империя, в семейството на Христо Дянков Караджов и Неделя Генджелиева от Казанлък. Учи пети клас в Пловдивската гимназия (тогава семинария), когато занятията са прекъснати поради започналата Руско-турска война.
През май 1878 година се записва в командата на волноопределяющите се. Завършва първи випуск на Военното училище и е разпределен в жандармерията на Източна Румелия. Секционен командир е в Брезово и Чепеларе. Прехвърлен в милицията служи в Бургаската и Казанлъшката дружина и в учебния батальон в Пловдив.
През 1883 година постъпва в офицерска стрелкова школа в Петербург. Завършва с отличие и продължава обучението си в генералщабната Николаевска академия. След първи курс се завръща в България повикан заради Съединението. Произведен е капитан и е назначен за командир на Девета (Опълченска) дружина към първи пеши софийски полк по това време в Пловдив.
След обявяването на Сръбско-българската война полкът се отправя към София и е първата част тръгнала от Южна България, която пристига на Сливница
На 7 ноември след подаден сигнал за атака, възседнал кон пръв повежда дружината си в битката при  Гургулят, за което е награден с орден „За храброст“ IV степен.
След войната е командир на първа дружина на осми полк във Варна. По време на Деветоавгустовския преврат срещу княз Александър офицерите от полка се разбунтуват срещу детронаторите и арестуват командира капитан Иван Сарафов. Караджов поема командването на полка. В поредица от телеграми с ротмистър Анастас Бендерев потвърждава клетвата на офицерите към княза и отказва да признае новото правителство въпреки опитите да го заблудят, че Батемберг доброволно е абдикирал и всички войскови части вече са се заклели.
На 13 август по заповед на подполковник Сава Муткуров повежда полка в поход към Пловдив, където се събират верните на княза части за настъпление към София. Пристигат след пет дена и остават в града да заместят войските отпътували за столицата.
На 19 февруари 1887 година при Русенския бунт, като един от верните на регентството командири е натоварен да състави сборна дружина от най-добрите войници на осми полк и със специален влак да се отправи от Варна към Русе. Когато пристига вечерта, бунта вече е потушен но е започнала саморазправа с участниците и заподозрените симпатизанти. Капитан Караджов поема командването на всички войски в града и с решителни действия умиротворява населението.
- Командир на осми пехотен приморски полк от 1 февруари 1889
- Командир на втори пехотен искърски полк в Търново от 15 февруари 1890
- На 14 февруари 1893 г. присъства на литургията на митрополит Климент в църквата „Рождество Богородично“ в Търново, за която духовника е обвинен в клевета към княза и подстрекателство за бунт. Подполковник Караджов е призован като свидетел от обвинението, но в показанията си пред съда не подкрепя тезите на прокурора.[8]
- Командир на деветнадесети пехотен шуменски полк от 31 август 1895
- Командир на втора бригада от втора пехотна тракийска дивизия в Хасково от 08 февруари 1903
- Минава в запас по собствено желание през февруари 1905 г. – произведен генерал-майор.[3]

Починал в бедност на 9 юни 1909 година на 49 години.

## Семейство
- Съпруга Стефана Иванова Тюлева от Карлово
- Син Христо Дечков Караджов – подполковник (1899 – 1946)
- Внук Дечко Христов Караджов – ядрен физик – (1943 – 2004) – заместник директор на ИЯИЯЕ

## Военни звания
- Прапоршчик (10 май 1879)
- Подпоручик (1 ноември 1879, преименуван)
- Поручик (9 юли 1881)
- Капитан (9 септември 1885)
- Майор (17 април 1887)
- Подполковник (2 август 1891)
- Полковник (10 август 1895)
- Генерал-майор (февруари 1905)

## Награди
- Орден за храброст IV степен